# AAA 400
De AAA 400 is een race uit de NASCAR Sprint Cup. De race wordt gehouden op de Dover International Speedway over een afstand van 400 mijl of 643 km. De eerste editie werd gehouden in 1971 en gewonnen door Richard Petty. De race maakt deel uit van de Chase for the Championship, de laatste tien races van het jaar. Op hetzelfde circuit wordt jaarlijks ook de FedEx 400 gehouden.

## Namen van de race
- Delaware 500 (1971 - 1978)
- CRC Chemicals 500 (1979 - 1982)
- Budweiser 500 (1983)
- Delaware 500 (1984 - 1988)
- Peak Performance 500 (1989)
- Peak AntiFreeze 500 (1990 - 1992)
- SplitFire Spark Plug 500 (1993 - 1994)
- MBNA 500 (1995 - 1996)
- MBNA 400 (1997)
- MBNA Gold 400 (1998 - 1999)
- MBNA.com 400 (2000)
- MBNA Cal Ripken, Jr. 400 (2001)
- MBNA All-American Heroes 400 (2002)
- MBNA America 400 (2003 - 2004)
- MBNA NASCAR RacePoints 400 (2005)
- Dover 400 (2006)
- Dodge Dealers 400 (2007)
- Camping World RV 400 (2008)
- AAA 400 (2009 - heden)

## Winnaars
| Jaar                         | Winnaar            | Auto         |
| Delaware 500                 | Delaware 500       | Delaware 500 |
| ---------------------------- | ------------------ | ------------ |
| 1971                         | Richard Petty      | Plymouth     |
| 1972                         | David Pearson      | Mercury      |
| 1973                         | David Pearson      | Mercury      |
| 1974                         | Richard Petty      | Dodge        |
| 1975                         | Richard Petty      | Dodge        |
| 1976                         | Cale Yarborough    | Chevrolet    |
| 1977                         | Benny Parsons      | Chevrolet    |
| 1978                         | Bobby Allison      | Ford         |
| CRC Chemicals 500            |                    |              |
| 1979                         | Richard Petty      | Chevrolet    |
| 1980                         | Darrell Waltrip    | Chevrolet    |
| 1981                         | Neil Bonnett       | Ford         |
| 1982                         | Darrell Waltrip    | Buick        |
| Budweiser 500                |                    |              |
| 1983                         | Bobby Allison      | Buick        |
| Delaware 500                 |                    |              |
| 1984                         | Harry Gant         | Chevrolet    |
| 1985                         | Harry Gant         | Chevrolet    |
| 1986                         | Ricky Rudd         | Ford         |
| 1987                         | Ricky Rudd         | Ford         |
| 1988                         | Bill Elliott       | Ford         |
| Peak Performance 500         |                    |              |
| 1989                         | Dale Earnhardt     | Chevrolet    |
| Peak AntiFreeze 500          |                    |              |
| 1990                         | Bill Elliott       | Ford         |
| 1991                         | Harry Gant         | Oldsmobile   |
| 1992                         | Ricky Rudd         | Chevrolet    |
| SplitFire Spark Plug 500     |                    |              |
| 1993                         | Rusty Wallace      | Pontiac      |
| 1994                         | Rusty Wallace      | Ford         |
| MBNA 500                     |                    |              |
| 1995                         | Jeff Gordon        | Chevrolet    |
| 1996                         | Jeff Gordon        | Chevrolet    |
| MBNA 400                     |                    |              |
| 1997                         | Mark Martin        | Ford         |
| MBNA Gold 400                |                    |              |
| 1998                         | Mark Martin        | Ford         |
| 1999                         | Mark Martin        | Ford         |
| MBNA.com 400                 |                    |              |
| 2000                         | Tony Stewart       | Pontiac      |
| MBNA Cal Ripken, Jr. 400     |                    |              |
| 2001                         | Dale Earnhardt jr. | Chevrolet    |
| MBNA All-American Heroes 400 |                    |              |
| 2002                         | Jimmie Johnson     | Chevrolet    |
| MBNA America 400             |                    |              |
| 2003                         | Ryan Newman        | Dodge        |
| 2004                         | Ryan Newman        | Dodge        |
| MBNA NASCAR RacePoints 400   |                    |              |
| 2005                         | Jimmie Johnson     | Chevrolet    |
| Dover 400                    |                    |              |
| 2006                         | Jeff Burton        | Chevrolet    |
| Dodge Dealers 400            |                    |              |
| 2007                         | Carl Edwards       | Ford         |
| Camping World RV 400         |                    |              |
| 2008                         | Greg Biffle        | Ford         |
| AAA 400                      |                    |              |
| 2009                         | Jimmie Johnson     | Chevrolet    |
| 2010                         | Jimmie Johnson     | Chevrolet    |
| 2011                         | Kurt Busch         | Dodge        |
| 2012                         | Brad Keselowski    | Dodge        |
| 2013                         | Jimmie Johnson     | Chevrolet    |

Huidige races:
Can-Am Duel ·
Daytona 500 ·
Subway Fresh Fit 500 ·
Kobalt Tools 400 ·
Food City 500 ·
Auto Club 400 ·
STP Gas Booster 500 ·
NRA 500 ·
Aaron's 499 ·
Toyota Owners 400 ·
Bojangles' Southern 500 ·
FedEx 400 ·
Coca-Cola 600 ·
STP 400 ·
Pocono 400 ·
Quicken Loans 400 ·
Toyota/Save Mart 350 ·
Coke Zero 400 ·
Quaker State 400 ·
Camping World RV Sales 301 ·
Brickyard 400 ·
Gobowling.com 400 ·
Cheez-It 355 at The Glen ·
Pure Michigan 400 ·
Irwin Tools Night Race ·
AdvoCare 500 (Atlanta Motor Speedway) ·
Federated Auto Parts 400 ·
Geico 400 ·
Sylvania 300 ·
AAA 400 ·
Hollywood Casino 400 ·
Bank of America 500 ·
Camping World RV Sales 500 ·
Goody's Headache Relief Shot 500 ·
AAA Texas 500 ·
AdvoCare 500 (Phoenix International Raceway) ·
Ford EcoBoost 400

Voormalige races:

Buddy Shuman 276 ·
Budweiser 400 ·
Budweiser NASCAR 400 ·
Columbia 200 ·
Coors 420 ·
First Union 400 ·
Greenville 200 ·
Hickory 276 ·
Kobalt Tools 500 (Atlanta Motor Speedway) ·
Los Angeles Times 500 ·
Mountain Dew Southern 500 ·
Northern 300 ·
Pepsi 420 ·
Pepsi Max 400 ·
Pickens 200 ·
Pop Secret Microwave Popcorn 400 ·
Sandlapper 200 ·
Subway 400 ·
Tyson Holly Farms 400 ·
Winston Western 500